# Shunichi Ikenoue
Shunichi Ikenoue (Prefectura de Gunma, 16 de febrer de 1967) és un futbolista japonès.

## Selecció japonesa
Va formar part de l'equip olímpic japonès a la Copa d'Àsia de 1988.